# Civate
Civate är en ort och kommun i provinsen Lecco i regionen Lombardiet i Italien. Kommunen hade 3 801 invånare (2018).